# Urban Legends: Final Cut
Urban Legends: Final Cut (bra: Lenda Urbana 2) é um filme estadunidense de 2000, do gênero slasher, dirigido por John Ottman. É a sequência de Urban Legend, de 1998. É estrelado por Jennifer Morrison, Matthew Davis, Hart Bochner, Loretta Devine, Joseph Lawrence, Anson Mount, Eva Mendes, Jessica Cauffiel e Anthony Anderson.

## Elenco
- Jennifer Morrison — Amy Mayfield
- Matthew Davis — Travis Stark / Trevor Stark
- Hart Bochner — Professor Solomon
- Eva Mendes — Vanessa Valdeon
- Loretta Devine — Reese Wilson
- Joseph Lawrence — Graham Manning
- Jessica Cauffiel — Sandra Petruzzi
- Anson Mount — Toby Belcher
- Anthony Anderson — Stan Washington
- Michael Bacall — Dirk Reynolds
- Marco Hofschneider — Simon Jabuscko
- Derek Aasland — P.A. Kevin
- Jacinda Barrett — Lisa
- Peter Millard — Dr. Fain
- Chas Lawther — Dean Patterson
- Chuck Campbell — Geek no avião
- Yani Gellman — Rob
- Jeannette Sousa — Libby
- Rory Feore — comissário de bordo assassino
- Rebecca Gayheart — Brenda Bates (cameo sem créditos)[5]

## Produção

### Desenvolvimento e redação
O roteiro de Urban Legends: Final Cut foi escrito por Paul Harris Boardman e Scott Derrickson. Ottman buscou um tom "maluco" para o filme que fosse mais tongue-in-cheek do que o de seu antecessor.

### Pré-produção
Anson Mount originalmente fez o teste para o papel duplo de Travis / Trevor Stark, mas queria interpretar o papel do antagonista Toby; de acordo com Ottman, ele "acertou" sua audição para Toby, e foi escalado para o papel. Matthew Davis fez o teste para o papel de Travis / Trevor, e foi escalado, marcando seu primeiro papel importante no cinema. Eva Mendes foi escalada para o papel de Vanessa, que originalmente era um papel menor, mas foi expandido para permitir que sua personagem fosse uma pista falsa em potencial.

## Localização

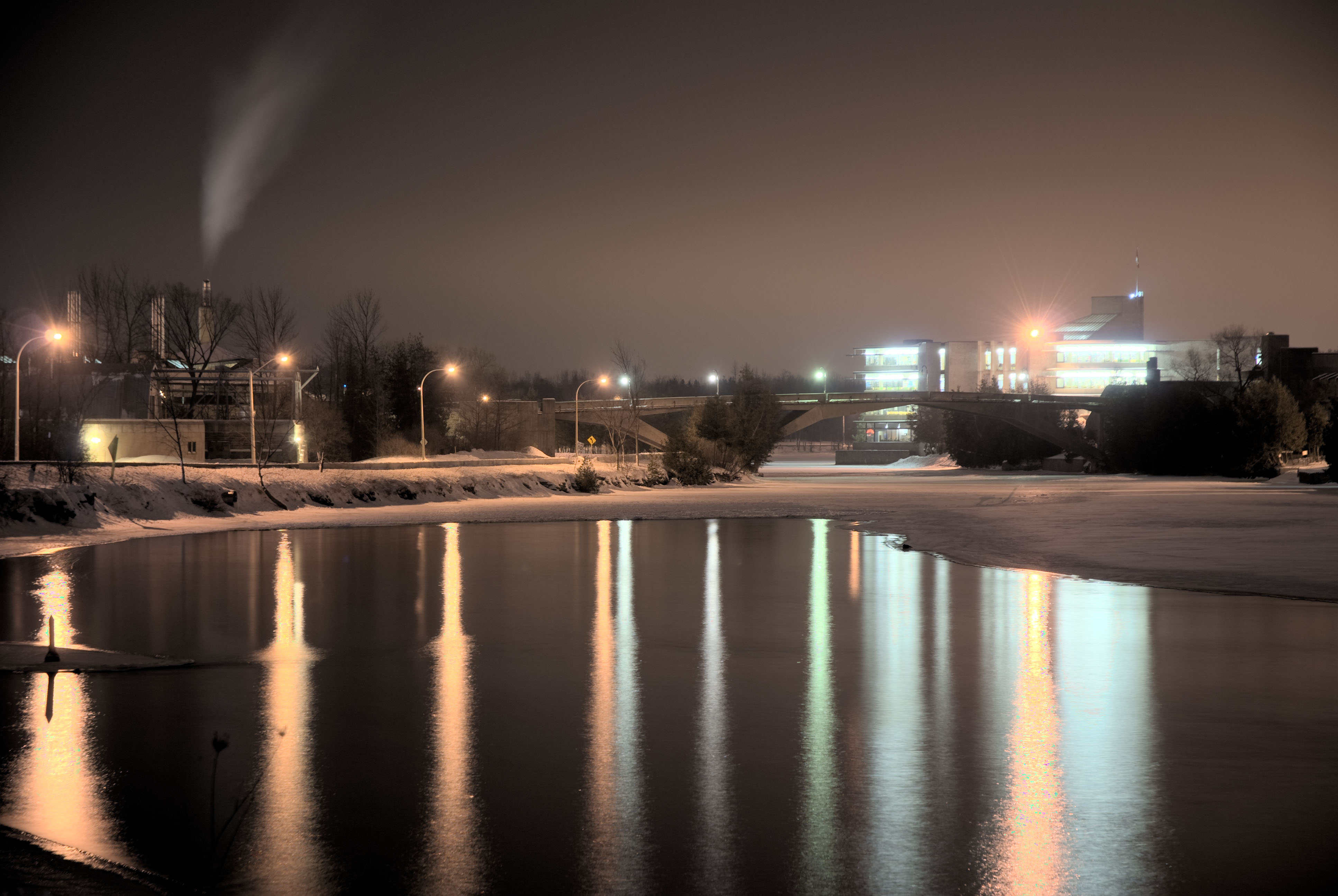
As sequências externas ocorreram na Trent University em Peterborough, Ontário

As filmagens ocorreram em Toronto, Canadá durante um período de 47 dias no outono de 1999. A seqüência de abertura do filme no avião, que foi filmado durante um período de três dias, foi originalmente escrito para ter ocorrido em um barco; entretanto, o roteiro foi alterado no último minuto depois que a equipe de produção encontrou um cenário de avião do filme Pushing Tin (1999). Devido ao baixo orçamento do filme, o diretor Ottman optou por fazer uso do set, e encenou a sequência em um avião.
O exterior da universidade apresentado no filme é a Trent University em Peterborough, Ontário, que Ottman escolheu devido à sua arquitetura "moderna" e institucional em oposição à gótica. A torre do sino, no entanto, foi construída exclusivamente para o filme, por $ 150.000. Seqüências internas, no entanto, foram filmadas em Toronto. O parque de diversões Ontario Place serviu como local de filmagem para a sequência do passeio de diversões de mineração; o passeio na mina apresentado no filme era na verdade um passeio de toras cuja água foi drenada durante os meses de inverno iminentes, que foi refeito para aparecer como um passeio com o tema da mina. Ottman afirmou que muitos dos iluminação técnicas de destaque no filme - particularmente o uso de iluminação estroboscópica - foram inspirados por Alien (1979) de Ridley Scott e  Aliens (1986) de James Cameron.

### Pós-produção
A sequência apresentando Lisa e Trevor no bar (seguida por sua cena de morte) foi escrita e filmada em Los Angeles após o término da fotografia principal, já que os produtores do filme sentiram que o filme precisava de uma sequência de morte mais cedo para estabelecer uma sensação de perigo. Originalmente, a equipe de produção pretendia fazer um rim falso para a sequência (conforme o personagem acorda e descobre que seu rim foi removido), mas devido às restrições de orçamento e tempo, optou por usar um rim de cabra de um açougueiro. Como o rim de uma cabra é anatomicamente maior do que o de um humano, ele teve que ser truncado para reduzir seu tamanho.
O diretor Ottman também editou o filme e comentou em um comentário em áudio sobre o lançamento do DVD em 2001 que muitas sequências de interação de personagens foram truncadas ou cortadas inteiramente para manter um ritmo mais rápido.

## Intertextualidade

### Alusões cinematográficas
Com o enredo centrado em um grupo de alunos de uma escola de cinema, Urban Legends: Final Cut usa uma abordagem narrativa de autorreferência e apresenta inúmeras referências e alusões ao cinema e outros filmes de terror. A sequência de abertura no avião foi inspirado no episódio "Nightmare at 20,000 Feet" (1963) de The Twilight Zone. A sequência de abdução de Lisa na qual ela é incapacitada com uma sacola de plástico em um armário é uma homenagem ao filme de Bob Clark, Black Christmas (1974).
O estudioso do cinema Jim Harper, em seu livro Legacy of Blood: A Comprehensive Guide to Slasher Movies (2004), cita Urban Legends: Final Cut como um pós-slasher de Scream influenciado por filmes giallo italianos, apresentando uma "influência distinta de Argento" presente no filme, especialmente em seu traje de assassino. Harper também observa referências diretas no filme para a obra de Alfred Hitchcock, bem como Peeping Tom (1960) de Michael Powell, que é homenageado na cena do crime filmado de Sandra.

### Lendas urbanas
As seguintes lendas urbanas são mencionadas ou retratadas no filme:
- Lisa é drogada em um bar e acorda em uma banheira de gelo, com o rim removido.[30]
- Amy conta uma lenda sobre alunos gritando à meia-noite para aliviar a tensão, fazendo com que um ataque brutal passasse despercebido.[31] Isso é reconstituído posteriormente na morte de Simon.
- Sandra conta sobre um burrito contaminado com ovos de barata, que eclodem no nariz de uma menina[32] e sobre um sanduíche de frango contendo pus do tumor da galinha.[33]
- Vanessa avisa Travis que o celular causa câncer.
- A primeira cena do filme de Amy mostra uma garota descobrindo o cadáver de seu cachorro, que supostamente lambeu sua mão durante a noite, no chuveiro, com a mensagem "Humanos também podem lamber".[34]
- A base para uma das cenas do filme de Amy é um carnival exibindo cadáveres falsos em um "Túnel do Terror". Conforme o carnival avança, várias crianças estão desaparecidas e os corpos falsos são revelados como reais.[30]
- O assassinato de Sandra foi filmado para as câmeras. Seus amigos pensam que é um assassinato falso porque não há corpo, mas é realmente real e filmado da mesma maneira que um "filme snuff".[35]

## Lançamento

### Mídia doméstica
Urban Legends: Final Cut foi lançado em DVD pela Columbia Pictures Home Entertainment em 16 de fevereiro de 2001. Em julho de 2018, foi anunciado que Scream Factory lançaria o filme em Blu-ray. Foi lançado em 20 de novembro de 2018.

## Recepção

### Bilheteria
O filme arrecadou US$ 21.4 milhões nos Estados Unidos e US$ 17.1 milhões no exterior, elevando sua receita total de bilheteria para US$ 38.5 milhões. O filme foi considerado um sucesso moderado, devido ao orçamento do filme ser de US$ 14 milhões. No entanto, o filme arrecadou apenas cerca de metade do que o primeiro filme rendeu (US$ 72.5 milhões). Embora tenha conseguido chegar ao topo das bilheterias no fim de semana de estreia, algo que seu antecessor não conseguiu.

### Crítica
O site de críticas Rotten Tomatoes lista o filme como tendo uma taxa de aprovação de 10% entre os críticos com base em 84 resenhas, com uma classificação média de 3,30 / 10. O consenso do site é: "Este filme de terror adolescente não traz nada de novo para um gênero já esgotado. E é ruim. Muito ruim". O público entrevistado pela CinemaScore deu ao filme uma nota média de "D +" em uma escala de A+ a F.

## Sequência
Uma sequência intitulada Urban Legends: Bloody Mary, foi lançada em 2005.

## Trabalhos citados
- Harper, Jim (2004). Legacy of Blood: A Comprehensive Guide to Slasher Movies. United Kingdom: Critical Vision. ISBN 978-1-900-48639-2. OCLC 475680187
- Ottman, John. Urban Legends: Final Cut (2001). Comentário em áudio (DVD). Columbia Pictures Home Entertainment.